# あさぎり町立上中学校
あさぎり町立上中学校（あさぎりちょうりつ うえちゅうがっこう）は、かつて熊本県球磨郡あさぎり町上北にあった公立中学校。通称「上中（うえちゅう）」。

## 沿革
- 1947年（昭和22年） - 上村立上中学校創立。
- 1953年（昭和28年） - 八ヶ峰分校開校。
- 1969年（昭和44年） - 八ヶ峰分校閉校。
- 2003年（平成15年） - 5町村合併により、あさぎり町発足。それに伴い「あさぎり町立上中学校」と改称。
- 2012年（平成24年）4月1日 - あさぎり町管轄の5つの中学校があさぎり町立あさぎり中学校に統合される事に伴い、閉校した。

## 部活動

### 運動部
- 野球部
- 男子バレーボール部
- 女子バレーボール部
- 男子ソフトテニス部
- 女子ソフトテニス部
- 陸上部

### 文化部
- 音楽部